# Vitali Pesniak
Vitali Pesniak (16 de enero de 1961) es un deportista soviético que compitió en judo.
Ganó una medalla de bronce en el Campeonato Mundial de Judo de 1985 y tres medallas de oro en el Campeonato Europeo de Judo entre los años 1983 y 1985.

## Palmarés internacional
| Campeonato Mundial | Campeonato Mundial   | Campeonato Mundial | Campeonato Mundial |
| Año                | Lugar                | Medalla            | Categoría          |
| ------------------ | -------------------- | ------------------ | ------------------ |
| 1985               | Seúl (Corea del Sur) | Medalla de bronce  | –86 kg             |
| Campeonato Europeo |                      |                    |                    |
| Año                | Lugar                | Medalla            | Categoría          |
| 1983               | París (Francia)      | Medalla de oro     | –86 kg             |
| 1984               | Lieja (Bélgica)      | Medalla de oro     | –86 kg             |
| 1985               | Hamar (Noruega)      | Medalla de oro     | –86 kg             |